# Lista de lutadores do UFC
O Ultimate Fighting Championship (UFC) é um promoção MMA, fundada em 1993 por Art Davie e Rorion Gracie. A organização foi comprado de sua controladora SEG em 2001 por Zuffa LLC, uma empresa de promoção de propriedade de Las Vegas magnatas casino, Lorenzo e Frank Fertitta e conseguiu por Dana White (atual presidente da organização). Desde a sua criação, e através de sua atual gestão Zuffa, o UFC manteve-se uma das promoções mais dominantes do MMA no mundo, no palco para um amplo campo de lutadores de MMA.
Esta lista fornece uma atualizada lista de todos os lutadores atualmente competindo sob o banner promocional UFC. A não ser citado em contrário, todos os lutadores listados são recuperados a partir de br.ufc.com. Todos os nomes apresentados estão em conformidade com os perfis uFC.com e pode incluir apelidos comuns ou grafias alternativas, em vez de nomes de nascimento. Os lutadores são organizados por classe de peso e dentro de sua classe de peso pelo seu número de aparições dentro do UFC. Fighters com o mesmo número de lutas estão listados em ordem de número de vitórias. Fighters com o mesmo registro UFC estão listados em ordem alfabética.
World Extreme Cagefighting (WEC) foi comprada pela Zuffa em 2006 e oficialmente fundiu com a marca UFC em 1 de Janeiro de 2011. Todos os ex-lutadores do WEC tiveram seu registro WEC listados no lugar de seu registro UFC, começando com WEC 25 (o primeiro evento WEC sob Zuffa). Esses registros foram, e serão, continuou como ex-lutadores do WEC seguir em frente no UFC. <Grupo ref="note"> Todos os lutadores com asterisco são listados por uma combinação de seu UFC e WEC registros.</ref>
O Strikeforce Fighting Championship foi comprado pela Zuffa em 2011 e oficialmente fundiu com a marca UFC em 12 de janeiro de 2013. Todos os ex-combatentes Strikeforce tiveram seu registro Strikeforce listados no lugar de seu registro UFC, começando com Strikeforce Challengers: Wilcox vs. Damm (o primeiro evento Strikeforce sob Zuffa). Esses registros foram, e serão, continuou como ex-combatentes Strikeforce seguir em frente no UFC. Todos os lutadores com asterisco duplas estão listados por uma combinação de seus registros do UFC e Strikeforce.
Cada registro luta tem quatro categorias:. Vitórias, derrotas, empates e não-concursos (NC)  Todos os registros de luta neste artigo são exibidos em nessa ordem, com lutas, resultando em um concurso não listados entre parênteses.

## Cortes recentes
Esses lutadores foram liberados de seus contratos no UFC, ou anunciado sua aposentadoria, ao longo do último mês. Se seu lançamento ainda não foi anunciado, em seguida, eles foram aqui listados com base em sua remoção de listas do UFC.
| ISO                  | Nome                         | Divisão         | Cartel no UFC |
| -------------------- | ---------------------------- | --------------- | ------------- |
| Brasil               | Ricardo Abreu (aposentado)   | Médios          | 1–1           |
| Paraguai             | Cesar Arzamendia             | Leves           | 0–2           |
| Estados Unidos       | Anthony Birchak              | Galos           | 2–2           |
| Venezuela            | Maximo Blanco                | Penas           | 4–6           |
| Brasil               | Fernando Bruno               | Penas           | 0–2           |
| Letónia              | Misha Cirkunov               | Meio Pesados    | 4–0           |
| Estados Unidos       | Clay Collard                 | Penas           | 1–3           |
| Guam                 | Jon Delos Reyes              | Moscas          | 1–3           |
| Rússia               | Milana Dudieva               | Galos Feminino  | 1–2           |
| Polónia              | Bartosz Fabiński             | Meio-Médios     | 2–0           |
| Estados Unidos       | Kelly Faszholz               | Galos Feminino  | 0–2           |
| Estados Unidos       | Joe Gigliotti                | Médios          | 0–2           |
| Estados Unidos       | Joey Gomez (aposentado)      | Galos           | 0–2           |
| Coreia do Sul        | Seo Hee Ham                  | Palhas Feminino | 1–3           |
| Estados Unidos       | Geane Herrera                | Moscas          | 1–3           |
| Japão                | Kyoji Horiguchi              | Moscas          | 7–1           |
| Canadá               | Adam Hunter                  | Médios          | 0–0           |
| Ucrânia              | Nikita Krylov                | Meio Pesados    | 6–3           |
| França               | Taylor Lapilus               | Galos           | 3–1           |
| Estados Unidos       | Brock Lesnar                 | Pesados         | 4–3 (1 NC)    |
| Canadá               | Valérie Létourneau           | Palhas Feminino | 3–3           |
| Estados Unidos       | Yaotzin Meza                 | Penas           | 2–4 (1 NC)    |
| Estados Unidos       | Cole Miller                  | Penas           | 10–9 (1 NC)   |
| Japão                | Takeya Mizugaki              | Galos           | 10–9          |
| México               | Augusto Montaño              | Meio-Médios     | 1–2           |
| Estados Unidos       | James Moontasri (aposentado) | Meio-Médios     | 2–4           |
| Bósnia e Herzegovina | Elvis Mutapcic               | Médios          | 0–2–1         |
| Estados Unidos       | Phillipe Nover (aposentado)  | Penas           | 1–6           |
| Estados Unidos       | Sean O'Connell (aposentado)  | Meio Pesados    | 2–5           |
| Austrália            | Brendan O'Reilly             | Leves           | 1–3           |
| México               | Érik Pérez                   | Galos           | 7–2           |
| Estados Unidos       | Francisco Rivera             | Galos           | 4–7 (1 NC)    |
| Polónia              | Łukasz Sajewski              | Leves           | 0–3           |
| Estados Unidos       | Jerrod Sanders               | Galos           | 1–2 (1 NC)    |
| Filipinas            | Roldan Sangcha-an            | Moscas          | 0–2           |
| Colômbia             | Fredy Serrano                | Moscas          | 2–2           |
| Estados Unidos       | Tony Sims                    | Leves           | 1–2           |
| Estados Unidos       | Rick Story                   | Meio-Médios     | 12–7          |
| Brasil               | Tiago Trator                 | Penas           | 2–2           |
| México               | Héctor Urbina                | Meio-Médios     | 1–2           |
| Estados Unidos       | Anton Zafir                  | Meio-Médios     | 0–2           |
| China                | Yao Zhikui                   | Moscas          | 1–3           |
| Brasil               | César Almeida                | Médios          | 5-0           |

## Contratações recentes
Esses lutadores foram liberados de seus contratos no UFC, ou anunciado sua aposentadoria, ao longo do último mês. Se seu lançamento ainda não foi anunciado, em seguida, eles foram aqui listados com base em sua remoção de listas do UFC.
| ISO            | Nome                  | Divisão         | Cartel no MMA |
| -------------- | --------------------- | --------------- | ------------- |
| Rússia         | Magomed Bibulatov     | Moscas          | 13–0          |
| Brasil         | Poliana Botelho       | Palhas Feminino | 5–1           |
| Estados Unidos | Jarred Brooks         | Moscas          | 12–0          |
| Alemanha       | Martin Buschkamp      | Penas           | 9–0 (1)       |
| França         | Tom Duquesnoy         | Galos           | 14–1          |
| Rússia         | Abdul-Kerim Edilov    | Meio Pesados    | 16–4          |
| Inglaterra     | Alex Enlund           | Penas           | 14–2          |
| Brasil         | Paulo Henrique Costa  | Médios          | 8–0           |
| Rússia         | Zabit Magomedsharipov | Penas           | 12–1          |
| Rússia         | Bilyal Makhov         | Pesados         | 0–0           |
| Estados Unidos | Gina Mazany           | Galos Feminino  | 4–0           |
| País de Gales  | John Phillips         | Meio Pesados    | 21–6 (1)      |
| Ucrânia        | Dmitry Poberezhets    | Pesados         | 24–5–1 (1 NC) |
| Estados Unidos | Michel Quinones       | Leves           | 8–1           |
| Rússia         | Dmitriy Sosnovskiy    | Pesados         | 10–0          |
| Canadá         | Gavin Tucker          | Penas           | 9–0           |
| Austrália      | Tai Tuivasa           | Pesados         | 7–0           |
| Estados Unidos | Justin Willis         | Pesados         | 4–1           |
| Canadá         | Aiemann Zahabi        | Galos           | 6–0           |

### Peso Pesado(93 a 120 kg)
| NAC             | Nome               | Apelido             | Cartel no UFC |
| --------------- | ------------------ | ------------------- | ------------- |
| !a              | !a                 | !a                  | -9999         |
| Estados Unidos  | Frank Mir          | z !                 | 16–11         |
| Bielorrússia    | Andrei Arlovski    | The Pit Bull        | 14–8          |
| Países Baixos   | Stefan Struve      | Skyscraper          | 12–6          |
| Estados Unidos  | Roy Nelson         | Big Country         | 9–9           |
| México          | Cain Velasquez     | z !                 | 13–2          |
| Brasil          | Junior dos Santos  | Cigano              | 12–3          |
| Estados Unidos  | Travis Browne      | Hapa                | 9–5–1         |
| Estados Unidos  | Josh Barnett       | The Warmaster       | 10–4          |
| Brasil          | Fabricio Werdum    | Vai Cavalo          | 9–4           |
| Nova Zelândia   | Mark Hunt          | Super Samoan        | 7–4–1 (1 NC)  |
| Estados Unidos  | Stipe Miočić (C)   | z !                 | 10–2          |
| Estados Unidos  | Derrick Lewis      | The Black Beast     | 8–2           |
| Países Baixos   | Alistair Overeem   | The Reem            | 7–4           |
| Estados Unidos  | Ben Rothwell       | Big                 | 6–4           |
| Estados Unidos  | Anthony Hamilton   | Freight Train       | 3–5           |
| Polónia         | Daniel Omielanczuk | z !                 | 4–3           |
| Estados Unidos  | Walt Harris        | The Big Ticket      | 2–4           |
| Estados Unidos  | Todd Duffee        | z !                 | 3–2           |
| Camarões        | Francis Ngannou    | The Predator        | 5–0           |
| República Checa | Viktor Pešta       | z !                 | 1–4           |
| Ucrânia         | Oleksiy Oliynyk    | The Boa Constrictor | 3–1           |
| Estados Unidos  | Timothy Johnson    | z !                 | 2–2           |
| Rússia          | Shamil Abdurahimov | Abrek               | 2–2           |
| Rússia          | Ruslan Magomedov   | Leopard             | 3–0           |
| Brasil          | Luiz Henrique      | KLB                 | 2–1           |
| Estados Unidos  | Justin Ledet       | El Blanco           | 2–0           |
| Estados Unidos  | Curtis Blaydes     | Razor               | 2–1           |
| Polónia         | Marcin Tybura      | Tybur               | 1–1           |
| Estados Unidos  | Adam Milstead      | The Prototype       | 1–1           |
| França          | Cyril Asker        | Silverback          | 1–1           |
| Dinamarca       | Christian Colombo  | Godzilla            | 0–1–1         |
| Síria           | Jarjis Danho       | Man Mountain        | 0–1-1         |
| Estados Unidos  | Chris De La Rocha  | z !                 | 0–2           |
| Polónia         | Damian Grabowski   | The Polish Pitbull  | 0–2           |
| Rússia          | Dmitrii Smolyakov  | The Lifeguard       | 0–2           |
| Estados Unidos  | Chase Sherman      | The Vanilla Gorilla | 0–2           |
| Rússia          | Alexander Volkov   | Drago               | 1–0           |
| Brasil          | Marcel Fortuna     | Mãozinha            | 1–0           |
| Inglaterra      | Mark Godbeer       | The Hand Of         | 0–1           |
| Rússia          | Bilyal Makhov      | z !                 | 0–0           |
| Ucrânia         | Dmitry Poberezhets | z !                 | 0–0           |
| Rússia          | Dmitriy Sosnovskiy | Wicked Machine      | 0–0           |
| Austrália       | Tai Tuivasa        | Bam Bam             | 0–0           |
| Estados Unidos  | Justin Willis      | Big Pretty          | 0–0           |

Fonte: UFC.com: Lutadores - Heavyweight

### Meio-Pesado(84 a 93 kg)
| NAC            | Nome                     | Apelido!           | Cartel no UFC |
| -------------- | ------------------------ | ------------------ | ------------- |
| Estados Unidos | Ed Herman                | Short Fuse         | 10–9 (1 NC)   |
| Estados Unidos | Anthony Johnson          | Rumble             | 13–5          |
| Estados Unidos | Jon Jones                | Bones              | 16–1          |
| Brasil         | Mauricio Rua             | Shogun             | 8–8           |
| Haiti          | Ovince St. Preux**       | OSP                | 9–6           |
| Estados Unidos | Gian Villante**          | z !                | 8–5           |
| Suécia         | Alexander Gustafsson     | The Mauler         | 9–4           |
| Croácia        | Igor Pokrajac            | The Duke           | 4–8 (1 NC)    |
| Estados Unidos | Daniel Cormier** (C)     | DC                 | 11–1          |
| Brasil         | Glover Teixeira          | z !                | 8–3           |
| Estados Unidos | Tom Lawlor               | Filthy             | 6–5           |
| Brasil         | Antônio Rogério Nogueira | Minotouro          | 5–5           |
| Suécia         | Ilir Latifi              | The Sledgehammer   | 5–3           |
| Estados Unidos | Patrick Cummins          | Durkin             | 4–4           |
| Estados Unidos | Corey Anderson           | Beastin 25/8       | 6–2           |
| Inglaterra     | Jimi Manuwa              | Poster Boy         | 5–2           |
| Brasil         | Marcos Lima              | Pezão              | 4–3           |
| Brasil         | Francimar Barroso        | Bodao              | 3–2           |
| Polónia        | Jan Blachowicz           | Książę Cieszyński  | 2–3           |
| Canadá         | Steve Bossé              | The Boss           | 2–1           |
| Estados Unidos | Jared Cannonier          | Tha Killa Gorilla  | 2–1           |
| Brasil         | Luiz Henrique da Silva   | Frankenstein       | 2–1           |
| Moldávia       | Ion Cutelaba             | z !                | 1–2           |
| Estados Unidos | Jonathan Wilson          | Johnny Bravo       | 1–2           |
| Estados Unidos | Devin Clark              | Brown Bear         | 1–1           |
| Estados Unidos | Josh Stansbury           | The Sandman        | 1–1           |
| Dinamarca      | Joachim Christensen      | z !                | 1–1           |
| Sérvia         | Bojan Mihajlović         | z !                | 0–2           |
| Estados Unidos | Khalil Rountree          | The War Horse      | 1–2           |
| Rússia         | Gadzhimurad Antigulov    | z !                | 1–0           |
| Austrália      | Tyson Pedro              | z !                | 1–0           |
| Escócia        | Paul Craig               | Bearjew            | 1–0           |
| Estados Unidos | Jordan Johnson           | The Big Swinging   | 1–0           |
| Suíça          | Volkan Oezdemir          | Cousin             | 1–0           |
| Estados Unidos | Daniel Jolly             | Werewolf of Texas  | 0–2           |
| Rússia         | Saparbeg Safarov         | z !                | 0–1           |
| Estados Unidos | Jeremy Kimball           | Grizzly            | 0–1           |
| Inglaterra     | Darren Stewart           | The Dentist        | 0–0 (1 NC)    |
| Rússia         | Abdul-Kerim Edilov       | The Chechnyan Lion | 0–0           |
| País de Gales  | John Phillips            | z !                | 0–0           |

Fonte: UFC.com: Lutadores - Light Heavyweight

### Médios- (77 a 84 kg)
| NAC            | Nome                  | Apelido          | Cartel no UFC |
| -------------- | --------------------- | ---------------- | ------------- |
| Inglaterra     | Michael Bisping** (C) | The Count        | 20–7          |
| Estados Unidos | Nate Marquardt**      | The Great        | 14–11         |
| Brasil         | Vitor Belfort         | The Phenom       | 14–9          |
| Brasil         | Anderson Silva        | The Spider       | 16–4 (1 NC)   |
| Brasil         | Lyoto Machida         | The Dragon       | 14–7          |
| Estados Unidos | Tim Boetsch           | The Barbarian    | 11–9          |
| Estados Unidos | Rashad Evans          | Suga             | 14–5–1        |
| Estados Unidos | Chris Camozzi         | z !              | 9–9           |
| Brasil         | Thales Leites         | z !              | 11–6          |
| Estados Unidos | CB Dollaway           | The Doberman     | 9–8           |
| Brasil         | Rafael Natal          | Sapo             | 9–6–1         |
| Estados Unidos | Kelvin Gastelum       | z !              | 8–2           |
| Arménia        | Gegard Mousasi        | The Dreamcatcher | 10–3-1        |
| Estados Unidos | Derek Brunson         | z !              | 10–3          |
| Estados Unidos | Brad Tavares          | z !              | 9–4           |
| Brasil         | Ronaldo Souza         | Jacare           | 9–2           |
| Estados Unidos | Chris Weidman         | The All American | 9–2           |
| Estados Unidos | Trevor Smith          | Hot Sauce        | 6–6           |
| Jamaica        | Uriah Hall            | Prime Time       | 5–6           |
| Austrália      | Robert Whittaker      | The Reaper       | 8–2           |
| Brasil         | Cezar Ferreira        | Mutante          | 7–3           |
| Estados Unidos | Sam Alvey             | Smile'N          | 7–3           |
| Cuba           | Yoel Romero           | Soldier of God   | 8–1           |
| Brasil         | Thiago Santos         | Marreta          | 5–4           |
| Estados Unidos | Anthony Smith         | Lionheart        | 4–4           |
| Cuba           | Hector Lombard        | Showeather       | 3–4 (1 NC)    |
| Polónia        | Krzysztof Jotko       | z !              | 6-1           |
| Austrália      | Dan Kelly             | z !              | 5–1           |
| Brasil         | Antônio Carlos Júnior | Cara de Sapato   | 4–2 (1 NC)    |
| Suécia         | Magnus Cedenblad      | Jycken           | 4–2           |
| Canadá         | Elias Theodorou       | The Spartan      | 4–1           |
| Brasil         | Vitor Miranda         | Lex Luthor       | 3–2           |
| Inglaterra     | Scott Askham          | z !              | 2–3           |
| Inglaterra     | Bradley Scott         | Bear             | 2–3           |
| Coreia do Sul  | Dongi Yang            | The Ox           | 2–3           |
| Estados Unidos | Jake Collier          | The Prototype    | 2–2           |
| Brasil         | Marcelo Guimarães     | Magrão           | 2–2           |
| África do Sul  | Garreth McLellan      | Soldier Boy      | 1–3           |
| Estados Unidos | Eric Spicely          | Zebrinha         | 2–1           |
| Nigéria        | Oluwale Bamgbose      | Holy War Angel   | 1–2           |
| Itália         | Alessio Di Chirico    | Manzo            | 1–2           |
| Estados Unidos | Alex Nicholson        | The Spartan      | 1–2           |
| Estados Unidos | Andrew Sanchez        | El Dirte         | 2–0           |
| Itália         | Marvin Vettori        | z !              | 1–1           |
| Suécia         | Jack Hermansson       | z"The Joker" !   | 1–1           |
| País de Gales  | Jack Marshman         | The Hammer       | 1–0           |
| Canadá         | Ryan Janes            | z !              | 1–0           |
| Estados Unidos | Gerald Meerschaert    | The Machine      | 1–0           |
| Estados Unidos | Keith Berish          | Sha Bang Bang    | 0–1 (1 NC)    |
| Brasil         | Paulo Henrique Costa  | Borrachinha      | 0–0           |

Fonte: UFC.com: Lutadores - Middleweight

### Meio-Médios- (70 a 77 kg)
| ISO                  | Nome                      | Apelido                 | Cartel no UFC |
| -------------------- | ------------------------- | ----------------------- | ------------- |
| !a                   | !a                        | !a                      | -9999         |
| Estados Unidos       | Donald Cerrone*           | Cowboy                  | 25–8 (1 NC)   |
| Brasil               | Demian Maia               | z !                     | 18–6          |
| Canadá               | Georges St-Pierre         | Rush                    | 19–2          |
| Estados Unidos       | Matt Brown                | The Immortal            | 13–10         |
| Estados Unidos       | Robbie Lawler             | Ruthless                | 13–8          |
| Canadá               | Patrick Côté              | The Predator            | 10–10         |
| Estados Unidos       | Johny Hendricks*          | Bigg Rigg               | 14–6          |
| Estados Unidos       | Carlos Condit*            | The Natural Born Killer | 12–6          |
| Estados Unidos       | Jake Ellenberger          | The Juggernaut          | 10–8          |
| Estados Unidos       | Mike Pyle                 | Quicksand               | 10–8          |
| Coreia do Sul        | Dong Hyun Kim             | The Stun Gun            | 13–3 (1 NC)   |
| Estados Unidos       | Neil Magny                | z !                     | 12–4          |
| Estados Unidos       | Jorge Masvidal            | Gamebred                | 11–5          |
| Estados Unidos       | Tyron Woodley** (C)       | The Chosen One          | 9–3-1         |
| Brasil               | Erick Silva               | Índio                   | 7–6           |
| Estados Unidos       | Tim Means                 | The Dirty Bird          | 8–4           |
| Estados Unidos       | Ben Saunders              | Killa B                 | 8–4           |
| Estados Unidos       | Court McGee               | The Crusher             | 7–5           |
| Estados Unidos       | Stephen Thompson          | Wonderboy               | 8–1-1         |
| Inglaterra           | Dan Hardy                 | The Outlaw              | 6–4           |
| Inglaterra           | John Hathaway             | The Hitman              | 7–2           |
| Estados Unidos       | Yancy Medeiros            | The Kid                 | 4–4 (1 NC)    |
| Bélgica              | Tarec Saffiedine          | Sponge                  | 6–3           |
| Islândia             | Gunnar Nelson             | Gunni                   | 6–2           |
| Estados Unidos       | Alan Jouban               | Brahma                  | 6–2           |
| Brasil               | Alex Oliveira             | Cowboy                  | 5–2 (1 NC)    |
| Rússia               | Albert Tumenov            | Einstein                | 5–3           |
| Brasil               | Roan Carneiro             | Jucão                   | 4–4           |
| Estados Unidos       | Colby Covington           | Chaos                   | 6–1           |
| Brasil               | Sérgio Moraes             | The Panther             | 5–1-1         |
| Estados Unidos       | Zak Cummings              | z !                     | 5–2           |
| Argentina            | Santiago Ponzinibbio      | Gente Boa               | 5–2           |
| Rússia               | Omari Akhmedov            | Lakec                   | 4–3           |
| Alemanha             | Peter Sobotta             | z !                     | 3–4           |
| Japão                | Yoshihiro Akiyama         | Sexyama                 | 2–5           |
| Japão                | Keita Nakamura            | K-Taro                  | 2–5           |
| Estados Unidos       | Ryan LaFlare              | z !                     | 5–1           |
| Estados Unidos       | Sean Strickland           | Tarzan                  | 5–1           |
| Brasil               | Warlley Alves             | z !                     | 4–2           |
| Inglaterra           | Leon Edwards              | Rocky                   | 4–2           |
| Alemanha             | Pascal Krauss             | Panzer                  | 2–2           |
| Canadá               | Chad Laprise              | Disciple                | 4–2           |
| República Dominicana | Alex Garcia               | The Dominican Nightmare | 4–2           |
| China                | Li Jingliang              | The Leech               | 4–2           |
| Coreia do Sul        | Hyun Gyu Lim              | The Ace                 | 3–3           |
| Canadá               | Jordan Mein               | Young Gun               | 3–3           |
| Austrália            | Richard Walsh             | Filthy Rich             | 2–4           |
| Rússia               | Alexander Yakovlev        | Thunder Of The North    | 2–4           |
| Estados Unidos       | James Moontasri           | Moonwalker              | 2–4           |
| Estados Unidos       | Brandon Thatch            | Rukus                   | 2–4           |
| Brasil               | Vicente Luque             | The Silent Assassin     | 4–1           |
| França               | Nordine Taleb             | z !                     | 4–1           |
| Suécia               | Nico Musoke               | Nico                    | 3–2           |
| Estados Unidos       | George Sullivan           | The Silencer            | 3–2           |
| Estados Unidos       | Bryan Barberena           | Bam Bam                 | 3–2           |
| Nigéria              | Kamaru Usman              | Nigerian Nightmare      | 4–0           |
| Brasil               | Viscardi Andrade          | z !                     | 3–1           |
| Inglaterra           | Tom Breese                | The Octopus             | 3–1           |
| Japão                | Kiichi Kunimoto           | Strasser                | 3–1           |
| Jamaica              | Randy Brown               | Rude Boy                | 3–1           |
| Afeganistão          | Siyar Bahadurzada         | The Great               | 2–2           |
| Dinamarca            | Nicolas Dalby             | Sharpshooter            | 1–2–1         |
| Estados Unidos       | Dominique Steele          | Nonstop Action-Packed   | 1–3           |
| Estados Unidos       | Mickey Gall               | z !                     | 3–0           |
| Brasil               | Alberto Mina              | Soldier of God          | 3–0           |
| Estados Unidos       | Michael Graves            | z !                     | 2–0-1         |
| Inglaterra           | Danny Roberts             | Hot Chocolate           | 2–1           |
| Brasil               | Elizeu Zaleski dos Santos | Capoeira                | 2–1           |
| Estados Unidos       | Mike Perry                | Platinum                | 2–1           |
| Estados Unidos       | Alex Morono               | The Great White         | 2–1           |
| México               | Erick Montaño             | Perry                   | 1–2           |
| Estados Unidos       | Belal Muhammad            | z !                     | 1–2           |
| Canadá               | Sheldon Westcott          | z !                     | 1–2           |
| Sérvia               | Bojan Veličković          | Serbian Steel           | 1–1–1         |
| Brasil               | Cláudio Silva             | Hannibal                | 2–0           |
| Estados Unidos       | Niko Price                | The Hybrid              | 2–0           |
| Inglaterra           | Darren Till               | z !                     | 1–0–1         |
| Japão                | Shinsho Anzai             | Animal                  | 1–1           |
| Estados Unidos       | Nathan Coy                | Soulforce               | 1–1           |
| Estados Unidos       | Max Griffin               | Pain                    | 1–1           |
| México               | Alvaro Herrera            | Chango                  | 1–1           |
| Brasil               | Antônio Braga Neto        | z !                     | 1–1           |
| Canadá               | Jonathan Meunier          | z !                     | 1–1           |
| Rússia               | Sultan Aliev              | z !                     | 1–1           |
| Estados Unidos       | Zak Ottow                 | z !                     | 1–1           |
| Brasil               | Luan Chagas               | Tarzan                  | 0–1–1         |
| Alemanha             | Jessin Ayari              | Abacus                  | 1–0           |
| Estados Unidos       | Lyman Good                | Cyborg                  | 1–0           |
| Gana                 | Abdul Razak Alhassan      | Judo Thunder            | 1–0           |
| Noruega              | Emil Weber Meek           | Valhalla                | 1–0           |
| Estados Unidos       | CM Punk                   | CM Punk                 | 0–1           |
| Estados Unidos       | Sabah Homasi              | The Problem             | 0–1           |
| Inglaterra           | Jim Wallhead              | Judo                    | 0–1           |
| República da Irlanda | Charlie Ward              | z !                     | 0–1           |
| Estados Unidos       | Brian Camozzi             | The Mantis              | 0–1           |
| Estados Unidos       | Bobby Nash                | Nashty                  | 0–1           |
| ~z                   | ~z                        | ~z                      | 9999          |

### Pesos Leves- (66 a 70 kg)
| NAC                  | Nome                  | Apelido              | Cartel no UFC |
| -------------------- | --------------------- | -------------------- | ------------- |
| !a                   | !a                    | !a                   | -9999         |
| Brasil               | Gleison Tibau         | Tibau                | 16–10         |
| Estados Unidos       | Jim Miller            | z !                  | 17–7 (1 NC)   |
| Estados Unidos       | Diego Sanchez         | The Dream            | 16–9          |
| Estados Unidos       | Nate Diaz             | z !                  | 14–9          |
| Estados Unidos       | Joe Lauzon            | J-Lau                | 14–9          |
| Inglaterra           | Ross Pearson          | The Real Deal        | 11-10 (1 NC)  |
| Brasil               | Rafael dos Anjos      | z !                  | 14–7          |
| Brasil               | Thiago Alves          | Pitbull              | 13–8          |
| Estados Unidos       | Dustin Poirier        | The Diamond          | 13–5          |
| Estados Unidos       | Nik Lentz             | The Carny            | 11–4–1 (1 NC) |
| Estados Unidos       | Evan Dunham           | z !                  | 11–6          |
| Brasil               | Edson Barboza         | Junior               | 12–4          |
| Estados Unidos       | Josh Burkman          | The People's Warrior | 6–9 (1 NC)    |
| Estados Unidos       | Michael Johnson       | The Menace           | 9–7           |
| Estados Unidos       | Matt Wiman            | Handsome             | 10–5          |
| Brasil               | Francisco Trinaldo    | Massaranduba         | 11–3          |
| Estados Unidos       | Tony Ferguson         | El Cucuy             | 12–1          |
| Canadá               | John Makdessi         | The Bull             | 8–6           |
| Japão                | Takanori Gomi         | The Fireball Kid     | 4–8           |
| Canadá               | TJ Grant              | z !                  | 8–3           |
| Estados Unidos       | Erik Koch*            | New Breed            | 7–4           |
| Estados Unidos       | Bobby Green**         | King                 | 8–3           |
| República da Irlanda | Conor McGregor (C)    | The Notorious        | 9–1           |
| Irã                  | Beneil Dariush        | Benny                | 8–2           |
| Estados Unidos       | Michael Chiesa        | Maverick             | 7–2           |
| Estados Unidos       | Al Iaquinta           | Ragin                | 7–2           |
| Estados Unidos       | Kevin Lee             | The Motown Phenom    | 7–2           |
| Estados Unidos       | Abel Trujillo         | Killa                | 6–3 (1 NC)    |
| Estados Unidos       | James Krause*         | The James Krause     | 4–5           |
| Rússia               | Khabib Nurmagomedov   | The Eagle            | 8–0           |
| Rússia               | Rustam Khabilov       | Tiger                | 7–2           |
| Estados Unidos       | Gilbert Melendez**    | El Nino              | 4–4           |
| Estados Unidos       | James Vick            | The Texecutioner     | 6–1           |
| Brasil               | Adriano Martins       | z !                  | 5–2           |
| Canadá               | Olivier Aubin-Mercier | The Quebec Kid       | 5–2           |
| Brasil               | Michel Prazeres       | Trator               | 5–2           |
| Estados Unidos       | Paul Felder           | The Irish Dragon     | 4–3           |
| Austrália            | Jake Matthews         | The Celtic Kid       | 4–3           |
| Estados Unidos       | Joe Proctor           | z !                  | 4–3           |
| Estados Unidos       | Drew Dober            | z !                  | 3–4 (1 NC)    |
| Guam                 | Jon Tuck              | Super Saiyan         | 3–4           |
| Brasil               | Leonardo Santos       | z !                  | 5–0–1         |
| Rússia               | Mairbek Taisumov      | Beckan               | 5–1           |
| Brasil               | Gilbert Burns         | Durinho              | 4–2           |
| Estados Unidos       | Chris Wade            | z !                  | 4–2           |
| Estados Unidos       | Tony Martin           | z !                  | 3–3           |
| Canadá               | Mitch Clarke          | Danger Zone          | 2–4           |
| Estados Unidos       | Johnny Case           | Hollywood            | 4–1           |
| Alemanha             | Nick Hein             | Sergeant             | 4–1           |
| Rússia               | Rashid Magomedov      | Highlander           | 4–1           |
| Brasil               | Alan Patrick          | Nuguette             | 4–1           |
| Escócia              | Steven Ray            | Braveheart           | 4–1           |
| Estados Unidos       | Eddie Alvarez         | The Silent Assassin  | 3–2           |
| Brasil               | Carlos Diego Ferreira | z !                  | 3–2           |
| Irã                  | Reza Madadi           | Mad Dog              | 3–2           |
| Estados Unidos       | Sage Northcutt        | Super                | 3–2           |
| Canadá               | Jason Saggo           | z !                  | 3–2           |
| Estados Unidos       | Alex White            | The Spartan          | 2–3           |
| Coreia do Sul        | Tae Hyun Bang         | Macho                | 2–3           |
| República da Irlanda | Joseph Duffy          | Irish Joe            | 3–1           |
| Estados Unidos       | Scott Holtzman        | Hot Sauce            | 2–2           |
| México               | Polo Reyes            | El Toro              | 3–0           |
| Austrália            | Damien Brown          | Beatdown             | 2–1           |
| Estados Unidos       | Andrew Holbrook       | z !                  | 2–1           |
| Canadá               | Kajan Johnson         | Ragin                | 2–1           |
| Rússia               | Islam Makhachev       | z !                  | 2–1           |
| Rússia               | Magomed Mustafaev     | z !                  | 2–1           |
| Estados Unidos       | Vinc Pichel           | From Hell            | 2–1           |
| Coreia do Sul        | Dong Hyun Kim         | The Maestro          | 1–2           |
| Estados Unidos       | Frankie Perez         | z !                  | 1–2           |
| França               | Thibault Gouti        | z !                  | 0–3           |
| Brasil               | Joaquim Silva         | Neto BJJ             | 2–0           |
| Suécia               | David Teymur          | z !                  | 2–0           |
| Inglaterra           | Marc Diakiese         | Bonecrusher          | 2–0           |
| Estados Unidos       | Josh Emmett           | z !                  | 2–0           |
| Estados Unidos       | Will Brooks           | z !                  | 1–1           |
| Estados Unidos       | Joe Ellenberger       | Excalibur            | 1–1           |
| Finlândia            | Teemu Packalén        | Pacu                 | 1–1           |
| Estados Unidos       | Lando Vannata         | Groovy               | 1–1           |
| Estados Unidos       | Jason Gonzalez        | Nicoya               | 1–1           |
| Polónia              | Marcin Held           | z !                  | 0–2           |
| Japão                | Yusuke Kasuya         | z !                  | 0–2           |
| Estados Unidos       | Jason Novelli         | Pepsi                | 0–2           |
| Estados Unidos       | JC Cottrell           | Superstar            | 0–2           |
| México               | Martin Bravo          | El Toro              | 1–0           |
| Estados Unidos       | Gregor Gillespie      | The Gift             | 1–0           |
| Brasil               | Felipe Silva          | z !                  | 1–0           |
| Austrália            | Alex Volkanovski      | The Great            | 1–0           |
| Estados Unidos       | Drakkan Klose         | z !                  | 1–0           |
| Estados Unidos       | Rick Glenn            | The Gladiator        | 0–1           |
| Bósnia e Herzegovina | Damir Hadžović        | The Bosnian Bomber   | 0–1           |
| Estados Unidos       | Darrell Horcher       | The Saint            | 0–1           |
| Estados Unidos       | Michael McBride       | z !                  | 0–1           |
| Peru                 | Claudio Puelles       | El Niño              | 0–1           |
| Canadá               | Alessandro Ricci      | z !                  | 0–1           |
| Estados Unidos       | Jordan Rinaldi        | z !                  | 0–1           |
| Estados Unidos       | Devin Powell          | z !                  | 0–1           |
| Estados Unidos       | Michel Quinones       | Capo                 | 0–0           |
| ~z                   | ~z                    | ~z                   | 9999          |

### Peso Pena- (61 a 66 kg)
| NAC                  | Nome                  | Apelido             | Cartel no UFC |
| -------------------- | --------------------- | ------------------- | ------------- |
| !a                   | !a                    | !a                  | -9999         |
| Estados Unidos       | Clay Guida            | The Carpenter       | 12–12         |
| Estados Unidos       | Jeremy Stephens       | Lil' Heathen        | 12–12         |
| Estados Unidos       | BJ Penn               | The Prodigy         | 12–10–2       |
| Estados Unidos       | Frankie Edgar         | The Answer          | 15–5–1        |
| Alemanha             | Dennis Siver          | The Menace          | 11–8 (1 NC)   |
| Estados Unidos       | Cub Swanson           | Cub                 | 14–6          |
| Estados Unidos       | Gray Maynard          | The Bully           | 10–6–1 (1 NC) |
| Brasil               | José Aldo (C)         | Junior              | 16–1          |
| Estados Unidos       | Ricardo Lamas         | The Bully           | 12–5          |
| Brasil               | Charles Oliveira      | Do Bronx            | 9–7 (1 NC)    |
| Estados Unidos       | Chad Mendes           | Money               | 12–4          |
| Estados Unidos       | Anthony Pettis        | Showtime            | 11–6          |
| Estados Unidos       | Max Holloway (CI)     | Blessed             | 13–3          |
| Estados Unidos       | Darren Elkins         | The Damage          | 11–4          |
| Estados Unidos       | Alex Caceres          | Bruce Leroy         | 7–8 (1 NC)    |
| Brasil               | Renan Barão           | The Baron           | 11–3          |
| Estados Unidos       | Dennis Bermudez       | The Menace          | 9–3           |
| Estados Unidos       | Sam Sicilia           | z !                 | 5–6           |
| Brasil               | Godofredo Pepey       | Pepey               | 5–4           |
| Estados Unidos       | Myles Jury            | The Fury            | 6–2           |
| Estados Unidos       | Chas Skelly           | The Scrapper        | 6–2           |
| Brasil               | Rony Jason            | Jason               | 4–3 (1 NC)    |
| Brasil               | Hacran Dias           | Barnabe             | 3–4           |
| México               | Yair Rodríguez        | Pantera             | 6–0           |
| Estados Unidos       | Jimy Hettes           | The Kid             | 3–3           |
| Nova Zelândia        | Dan Hooker            | The Hangman         | 3–3           |
| Coreia do Sul        | Chan Sung Jung        | The Korean Zombie   | 3–3           |
| Estados Unidos       | Mike De La Torre      | El Cucuy            | 2–3 (1 NC)    |
| Estados Unidos       | Brian Ortega          | T-City              | 4–0 (1 NC)    |
| Japão                | Mizuto Hirota**       | Pugnus              | 1–3–1         |
| Bósnia e Herzegovina | Mirsad Bektic         | z !                 | 4–0           |
| México               | Gabriel Benítez       | Moggly              | 3–1           |
| Rússia               | Zubaira Tukhugov      | Warrior             | 3–1           |
| Coreia do Sul        | Doo Ho Choi           | The Korean Superboy | 3–1           |
| Estados Unidos       | Jason Knight          | The Kid             | 3–1           |
| Japão                | Teruto Ishihara       | Yashabo             | 2–1–1         |
| China                | Ning Guangyou         | Smasher             | 2–2           |
| [ 42 ]               | Artem Lobov           | The Russian Hammer  | 2–2           |
| Estados Unidos       | Charles Rosa          | Boston Strong       | 2–2           |
| Equador              | Marlon Vera           | Chito               | 2–2           |
| Finlândia            | Makwan Amirkhani      | Mr. Finland         | 3–0           |
| Peru                 | Enrique Barzola       | El Fuerte           | 2–1           |
| Inglaterra           | Arnold Allen          | Almighty            | 2–0           |
| Estados Unidos       | Ryan Hall             | The Wizard          | 2–0           |
| Brasil               | Renato Moicano        | Moicano             | 2–0           |
| Chile                | Diego Rivas           | Pitbull             | 2–0           |
| Estados Unidos       | Chris Gruetzemacher   | Gritz               | 1–1           |
| Estados Unidos       | Kyle Bochniak         | Crash               | 1–1           |
| Estados Unidos       | Chris Avila           | z !                 | 0–2           |
| Canadá               | Jeremy Kennedy        | JBC                 | 1–0           |
| Estados Unidos       | Luke Sanders          | Cool Hand           | 1–0           |
| Estados Unidos       | Shane Burgos          | Hurricane           | 1–0           |
| Alemanha             | Martin Buschkamp      | Barracuda           | 0–0           |
| Inglaterra           | Alex Enlund           | z !                 | 0–0           |
| Rússia               | Zabit Magomedsharipov | z !                 | 0–0           |
| Canadá               | Gavin Tucker          | Guv’Nor             | 0–0           |
| ~z                   | ~z                    | ~z                  | 9999          |

### Peso Pena Feminino- (61 a 65 kg)
| ISO            | Nome                 | Apelido                 | Cartel no UFC |
| -------------- | -------------------- | ----------------------- | ------------- |
| !a             | !a                   | !a                      | 9999          |
| Brasil         | Cris Justino         | Cyborg                  | 6–0 (1 NC)    |
| Países Baixos  | Germaine de Randamie | The Iron Lady           | 5–2           |
| Estados Unidos | Holly Holm           | The Preacher's Daughter | 3–2           |
| ~z             | ~z                   | ~z                      | 9999          |

### Peso Galo- (58 a 61 kg)
| NAC            | Nome                     | Apelido            | Cartel no UFC |
| -------------- | ------------------------ | ------------------ | ------------- |
| !a             | !a                       | !a                 | 9999          |
| Brasil         | Rani Yahya               | z !                | 12–5 (1 NC)   |
| Inglaterra     | Brad Pickett             | One-Punch          | 8–9           |
| Estados Unidos | Eddie Wineland           | z !                | 9–7           |
| Brasil         | Raphael Assunção         | z !                | 11–4          |
| Brasil         | Iuri Alcântara           | Marajó             | 9–4 (1 NC)    |
| Estados Unidos | Dominick Cruz            | Dominator          | 12–2          |
| Brasil         | John Lineker             | Hands of Stone     | 12–3          |
| Estados Unidos | T.J. Dillashaw           | The Viper          | 10–3          |
| Estados Unidos | John Dodson              | The Magician       | 7–3           |
| Estados Unidos | Michael McDonald         | Mayday             | 7–3           |
| Estados Unidos | Bryan Caraway            | Kid Lightning      | 6–4           |
| Brasil         | Felipe Arantes           | Sertanejo          | 4–4–1         |
| Estados Unidos | Justin Scoggins          | Tank               | 4–3           |
| Canadá         | Mitch Gagnon             | The Machine        | 4–3           |
| Brasil         | Thomas Almeida           | Thominhas          | 5–1           |
| Brasil         | Pedro Munhoz             | The Young Punisher | 3–2 (1 NC)    |
| Estados Unidos | Frankie Saenz            | z !                | 3–3           |
| Estados Unidos | Russell Doane            | z !                | 2–4           |
| Estados Unidos | Cody Garbrandt (C)       | No Love            | 6–0           |
| Estados Unidos | Aljamain Sterling        | Funk Master        | 4–2           |
| México         | Alejandro Pérez          | Diablito           | 3–1-1         |
| Brasil         | Johnny Eduardo           | z !                | 3–2           |
| Estados Unidos | Joe Soto                 | One Bad Mofo       | 2–3           |
| Japão          | Michinori Tanaka         | z !                | 2–3           |
| Estados Unidos | Jimmie Rivera            | El Terror          | 4–0           |
| México         | Marco Beltrán            | Psycho             | 3–1           |
| Estados Unidos | Rob Font                 | z !                | 3–1           |
| Coreia do Sul  | Kyung Ho Kang            | Typhoon            | 2–1 (1 NC)    |
| Japão          | Norifumi Yamamoto        | Kid                | 0–3 (1 NC)    |
| México         | José Quiñónez            | Teco               | 2–1           |
| Brasil         | Douglas Silva de Andrade | D'Silva            | 2–1           |
| Polónia        | Damian Stasiak           | Webster            | 2–1           |
| México         | Henry Briones            | Bure               | 1–2           |
| Inglaterra     | Ian Entwistle            | Enty               | 1–2           |
| Inglaterra     | David Grant              | Dangerous          | 1–2           |
| Estados Unidos | Chris Holdsworth         | Holds It Down      | 2–0           |
| Argentina      | Guido Cannetti           | Ninja              | 1–1           |
| Brasil         | Reginaldo Vieira         | z !                | 1–1           |
| Estados Unidos | Patrick Williams         | The Animal         | 1–1           |
| Estados Unidos | Matthew Lopez            | z !                | 1–1           |
| Brasil         | Augusto Mendes           | Tanquinho          | 1–1           |
| Estados Unidos | Albert Morales           | The Warrior        | 0–1–1         |
| País de Gales  | Brett Johns              | The Pikey          | 1–0           |
| Brasil         | Ricardo Ramos            | Carcacinha         | 1–0           |
| Coreia do Sul  | Kwan Ho Kwak             | Handsome           | 0–1           |
| Estados Unidos | Matt Schnell             | Danger             | 0–1           |
| Canadá         | Aiemann Zahabi           | z !                | 0–0           |
| França         | Tom Duquesnoy            | Firekid            | 0–0           |
| ~z             | ~z                       | ~z                 | -9999         |

### Peso Mosca- (52 a 56 kg)
| ISO                  | Name                    | Nickname             | Zuffa record |
| -------------------- | ----------------------- | -------------------- | ------------ |
| !a                   | !a                      | !a                   | -9999        |
| Estados Unidos       | Joseph Benavidez*       | The Beefcake         | 17–4         |
| Estados Unidos       | Demetrious Johnson* (C) | Mighty Mouse         | 15–2–1       |
| Estados Unidos       | John Moraga             |                      | 5–5          |
| Estados Unidos       | Ian McCall*             | Uncle Creepy         | 3–5–1        |
| Estados Unidos       | Dustin Ortiz            | z !                  | 5–4          |
| Estados Unidos       | Sergio Pettis           | The Phenom           | 6–2          |
| Brasil               | Jussier Formiga         | Formiga              | 5–3          |
| Estados Unidos       | Louis Smolka            | Da Last Samurai      | 5–3          |
| Brasil               | Wilson Reis             | z !                  | 5–2          |
| Estados Unidos       | Tim Elliott             | z !                  | 2–5          |
| Estados Unidos       | Henry Cejudo            | The Messenger        | 4–2          |
| Estados Unidos       | Ray Borg                | The Tazmexican Devil | 4–2          |
| República da Irlanda | Neil Seery              | 2Tap                 | 3–3          |
| Estados Unidos       | Ben Nguyen              | 10                   | 3–1          |
| Estados Unidos       | Ryan Benoit             | Baby Face            | 2–3          |
| Japão                | Ulka Sasaki             | Ulka                 | 2–2          |
| México               | Brandon Moreno          | The Assassin Baby    | 2–0          |
| Brasil               | Matheus Nicolau         | z !                  | 2–0          |
| México               | Hector Sandoval         | Kid Alex             | 1–1          |
| Filipinas            | Jenel Lausa             | Da Demolition Man    | 1–0          |
| Brasil               | Alexandre Pantoja       | The Cannibal         | 1–0          |
| Estados Unidos       | Eric Shelton            | Showtime             | 0–1          |
| Rússia               | Magomed Bibulatov       | The Gladiator        | 0–0          |
| ~z                   | ~z                      | ~z                   | -9999        |

### Peso Galo Feminino- (58 a 61 kg)
| NAC            | Nome                 | Apelido              | Recorde no UFC |
| -------------- | -------------------- | -------------------- | -------------- |
| !a             | !a                   | !a                   | 9999           |
| Brasil         | Amanda Nunes (C)     | The Lioness          | 7–2            |
| Canadá         | Alexis Davis         | Ally-Gator           | 6–3            |
| Estados Unidos | Raquel Pennington    | Rocky                | 6–2            |
| Estados Unidos | Ronda Rousey         | Rowdy                | 6–2            |
| Estados Unidos | Sara McMann          | z !                  | 4–3            |
| Estados Unidos | Liz Carmouche**      | Girlrilla            | 3–4            |
| Estados Unidos | Jessica Eye          | Evil                 | 1–5 (1 NC)     |
| Brasil         | Bethe Correia        | Pitbull              | 4–2            |
| Estados Unidos | Leslie Smith         | The Peacemaker       | 3–3            |
| Estados Unidos | Marion Reneau        | Belizean Bruiser     | 3–2            |
| Estados Unidos | Julianna Peña        | The Venezuelan Vixen | 4–1            |
| Quirguistão    | Valentina Shevchenko | Bullet               | 3–1            |
| Estados Unidos | Cat Zingano          | Alpha                | 2–2            |
| Estados Unidos | Lauren Murphy        | Lucky                | 1–3            |
| Estados Unidos | Ashlee Evans-Smith   | z !                  | 2–1            |
| Estados Unidos | Katlyn Chookagian    | Blonde Fighter       | 1–1            |
| Canadá         | Sarah Moras          | Cheesecake           | 1–1            |
| Brasil         | Ketlen Vieira        | Fenômeno             | 1–0            |
| Suécia         | Lina Länsberg        | Elbow Queen          | 0–1            |
| Venezuela      | Veronica Macedo      | z !                  | 0–1            |
| México         | Irene Aldana         | Robles               | 0–1            |
| Estados Unidos | Gina Mazany          | Danger               | 0–0            |
| ~z             | ~z                   | ~z                   | -9999          |

## Peso Palhas Feminino (115 lb, 52 kg)
| ISO            | Nome                   | Apelido           | Cartel no UFC |
| -------------- | ---------------------- | ----------------- | ------------- |
| !a             | !a                     | !a                | 9999          |
| Brasil         | Jéssica Andrade        | Bate Estaca       | 8–3           |
| Polónia        | Joanna Jędrzejczyk (C) | z !               | 7–0           |
| Estados Unidos | Paige VanZant          | 12 Gauge          | 4–2           |
| Estados Unidos | Tecia Torres           | The Tiny Tornado  | 4–1           |
| Escócia        | Joanne Calderwood      | Badmofo Jojo      | 3–2           |
| Brasil         | Cláudia Gadelha        | Claudinha         | 3–2           |
| Estados Unidos | Rose Namajunas         | Thug              | 3–2           |
| Estados Unidos | Kailin Curran          | z !               | 1–4           |
| Estados Unidos | Cortney Casey          | Cast Iron         | 2–3           |
| Iraque         | Randa Markos           | Quiet Storm       | 2–3           |
| Austrália      | Bec Rawlings           | Rowdy             | 2–3           |
| Estados Unidos | Felice Herrig          | Lil Bulldog       | 3–1           |
| Polónia        | Karolina Kowalkiewicz  | z !               | 3–1           |
| Ucrânia        | Maryna Moroz           | The Iron Woman    | 3–1           |
| Brasil         | Juliana Lima           | Ju Thai           | 2–2           |
| Estados Unidos | Angela Hill            | Overkill          | 1–3           |
| Estados Unidos | Carla Esparza          | Cookie Monster    | 2–1           |
| Austrália      | Alex Chambers          | Astro Girl        | 1–2           |
| Estados Unidos | Heather Jo Clark       | Hurricane         | 1–2           |
| Estados Unidos | Jessica Penne          |                   | 1–2           |
| Estados Unidos | Nina Ansaroff          | The Strina        | 1–2           |
| Estados Unidos | Michelle Waterson      | The Karate Hottie | 2–0           |
| Rússia         | Justine Kish           | z !               | 2–0           |
| México         | Alexa Grasso           | z !               | 1–1           |
| Estados Unidos | Amanda Cooper          | ABC               | 1–1           |
| Estados Unidos | Danielle Taylor        | Dynamite          | 1–1           |
| Estados Unidos | Angela Magaña          | Your Majesty      | 0–2           |
| Rússia         | Alexandra Albu         | Stitch            | 1–0           |
| Estados Unidos | Jamie Moyle            | z !               | 1–0           |
| Estados Unidos | Tatiana Suarez         | z !               | 1–0           |
| Brasil         | Viviane Pereira        | Sucuri            | 1–0           |
| México         | Jessica Aguilar        | Jag               | 0–1           |
| Finlândia      | Tina Lähdemäki         | Jelly Bean        | 0–1           |
| Estados Unidos | Ashley Yoder           | Spider Monkey     | 0–1           |
| Estados Unidos | JJ Aldrich             | z !               | 0–1           |
| Brasil         | Poliana Botelho        | z !               | 0–0           |
| ~z             | ~z                     | ~z                | 9999          |

## PesoFLYWEIGHTFeminino (125 lb, 56 kg)
| ISO            | Nome                         | Apelido     | Cartel no UFC |
| -------------- | ---------------------------- | ----------- | ------------- |
| !a             | !a                           | !a          | 9999          |
| Brasil         | Priscila "Pedrita" Cachoeira | Zombie Girl | 8-1-0         |
| Estados Unidos | Liz Carmouche                | Girlrilla   | 10-6-0        |
| ~z             | ~z                           | ~z          | 9999          |